# Guardian (Titel)
Der Guardian (lateinisch guardianus, italienisch guardiano „der Wächter“, „der Hüter“) ist die Bezeichnung für den Oberen eines Konvents im Franziskaner-, Minoriten-  und Kapuzinerorden. Ein Guardian wird vom Provinzkapitel der Ordensprovinz heute in der Regel auf drei Jahre bestimmt. Der Stellvertreter des Guardians wird Vikar genannt.
Die Bezeichnung für den Klostervorsteher geht auf den Ordensgründer Franz von Assisi zurück. Er sprach in seinem Testament von den Oberenämtern Minister („Diener“), Custos und Guardian (beides in der Bedeutung von „Wächter“) und vermied in seinen Schriften Bezeichnungen wie Prior oder Superior.